# Championnat d'Angola de football 2001
Navigation
Saison précédente Saison suivante
La saison 2001 du Championnat d'Angola de football est la vingt-troisième édition de la première division en Angola. Les quatorze meilleures équipes du pays sont regroupées au sein d'une poule unique où elles s'affrontent deux fois, à domicile et à l'extérieur. En fin de saison, les trois derniers sont relégués et remplacés par les trois meilleurs clubs de Gira Angola, la deuxième division angolaise.
C'est le Petro Atlético Luanda, tenant du titre, qui remporte à nouveau le championnat cette saison après avoir terminé en tête du classement, avec sept points d'avance sur l'Atlético Sport Aviação et quinze sur le Petro Atlético Huambo. C'est le 13e titre de champion d'Angola de l'histoire du club.
Le vainqueur du championnat se qualifie pour la Ligue des champions de la CAF, son dauphin pour la Coupe de la CAF tandis que le vainqueur de la Taça Angola obtient son billet pour la Coupe des Coupes.

## Clubs participants
- Primeiro de Agosto
- Académica Lobito
- Inter Luanda
- Petro Atlético Luanda
- Petro Atlético Huambo
- Atlético Sport Aviação
- Sagrada Esperança
- Sport Luanda e Benfica
- FC Cabinda
- Deportivo Sonangol
- EC Primeiro de Maio - Promu de Gira Angola
- Progresso Sambizanga - Promu de Gira Angola
- Onze Bravos do Maqui
- Sport Lubango e Benfica - Promu de Gira Angola

## Compétition
Le barème de points servant à établir les classements se décompose ainsi :
- Victoire : 3 points
- Match nul : 1 point
- Défaite : 0 point

### Classement
| Rang | Équipe                   | Pts | J  | G  | N  | P  | Bp | Bc | Diff |
| ---- | ------------------------ | --- | -- | -- | -- | -- | -- | -- | ---- |
| 1    | Petro Atlético LuandaT   | 57  | 26 | 17 | 6  | 3  | 60 | 20 | +40  |
| 2    | Atlético Sport Aviação   | 50  | 26 | 15 | 5  | 6  | 55 | 27 | +28  |
| 3    | Petro Atlético Huambo    | 42  | 26 | 12 | 6  | 8  | 31 | 30 | +1   |
| 4    | Académica Lobito         | 41  | 26 | 11 | 8  | 7  | 25 | 23 | +2   |
| 5    | Inter Luanda             | 36  | 26 | 9  | 9  | 8  | 24 | 23 | +1   |
| 6    | Sagrada Esperança        | 36  | 26 | 9  | 9  | 8  | 20 | 22 | -2   |
| 7    | Sport Lubango e BenficaP | 34  | 26 | 10 | 4  | 12 | 23 | 29 | -6   |
| 8    | Primeiro de Agosto       | 34  | 26 | 8  | 10 | 8  | 27 | 24 | +3   |
| 9    | Deportivo SonangolC      | 32  | 26 | 9  | 5  | 12 | 17 | 28 | -11  |
| 10   | Sport Luanda e Benfica   | 32  | 26 | 8  | 8  | 10 | 37 | 33 | +4   |
| 11   | FC Cabinda               | 30  | 26 | 8  | 6  | 12 | 30 | 32 | -2   |
| 12   | Progresso SambizangaP    | 25  | 26 | 4  | 13 | 9  | 19 | 31 | -12  |
| 13   | Onze Bravos do Maqui     | 24  | 26 | 5  | 9  | 12 | 29 | 44 | -15  |
| 14   | EC Primeiro de MaioP     | 21  | 26 | 5  | 6  | 15 | 13 | 44 | -31  |

|  | Qualification pour la Ligue des champions de la CAF 2002                  |
|  | Qualification pour la Coupe des Coupes 2002                               |
|  | Qualification pour la Coupe de la CAF 2002                                |
|  | Relégation directe en Gira Angola                                         |
|  | T: Tenant du titre C: Vainqueur de la Taça Angola P: Promu de Gira Angola |

## Bilan de la saison
| Championnat d'Angola de football 2001 |                                   |
| Champion                              | Petro Atlético Luanda (13e titre) |
| Coupes et trophées                    |                                   |
| Vainqueur de la Coupe d'Angola 2001   | Deportivo Sonangol                |
| Qualifications continentales          |                                   |
| Ligue des champions de la CAF 2002    | Petro Atlético Luanda             |
| Coupe des Coupes 2002                 | Deportivo Sonangol                |
| Coupe de la CAF 2002                  | Atlético Sport Aviação            |
| Promotions et relégations             |                                   |
| Promus en Girabola                    | Sporting Clube do Bié             |
| Promus en Girabola                    | Desportivo Huila                  |
| Promus en Girabola                    | Sporting Cabinda                  |
| Relégués en Gira Angola               | Progresso Sambizanga              |
| Relégués en Gira Angola               | Onze Bravos do Maqui              |
| Relégués en Gira Angola               | EC Primeiro de Maio               |